# روبرت إي. ويد
روبرت إي. ويد هو سياسي كندي، ولد في 1933. تولَّى عمادة هاميلتون لثلاث سنوات (2000 - 2003).